# دین بارو
دین بارو (انگلیسی: Dean Barrow؛ زادهٔ ۲ مارس ۱۹۵۱) یک سیاست‌مدار اهل بلیز است.